# Straumsnesholmane
Straumsnesholmane est une île norvégienne du comté de Hordaland appartenant administrativement à Erdal.

## Description
Couvert d'arbres, elle a la forme de la lettre H et s'étend sur environ 260 m de longueur pour une largeur approximative de 192 m.  